# Smilax campestris
Espèce
Classification phylogénétique
Smilax campestris est une plante monocotylédone appartenant au genre Smilax, qui fait lui-même partie de l’ordre des Liliales et de la famille des Smilacacées.
Elle est originaire d'Amérique du Sud (Argentine, Brésil, Paraguay)